# Marby
Marby is een gemeente in het Franse departement Ardennes (regio Grand Est) en telt 67 inwoners (2018). De plaats maakt deel uit van het arrondissement Charleville-Mézières. Naast Marby bestaat de gemeente ook uit de plaatsen Narinseaux & Le Paquis d'Ecle.

## Geografie
De oppervlakte van Marby bedraagt 7,7 km², de bevolkingsdichtheid is dus 8,6 inwoners per km².
De onderstaande kaart toont de ligging van Marby met de belangrijkste infrastructuur en aangrenzende gemeenten.

## Demografie
Onderstaande figuur toont het verloop van het inwonertal (bron: INSEE-tellingen).

Vanwege een beveiligingsprobleem met de MediaWiki Graph-software is het momenteel niet mogelijk deze grafiek weer te geven. Zodra de software is bijgewerkt zal de grafiek vanzelf weer zichtbaar worden.

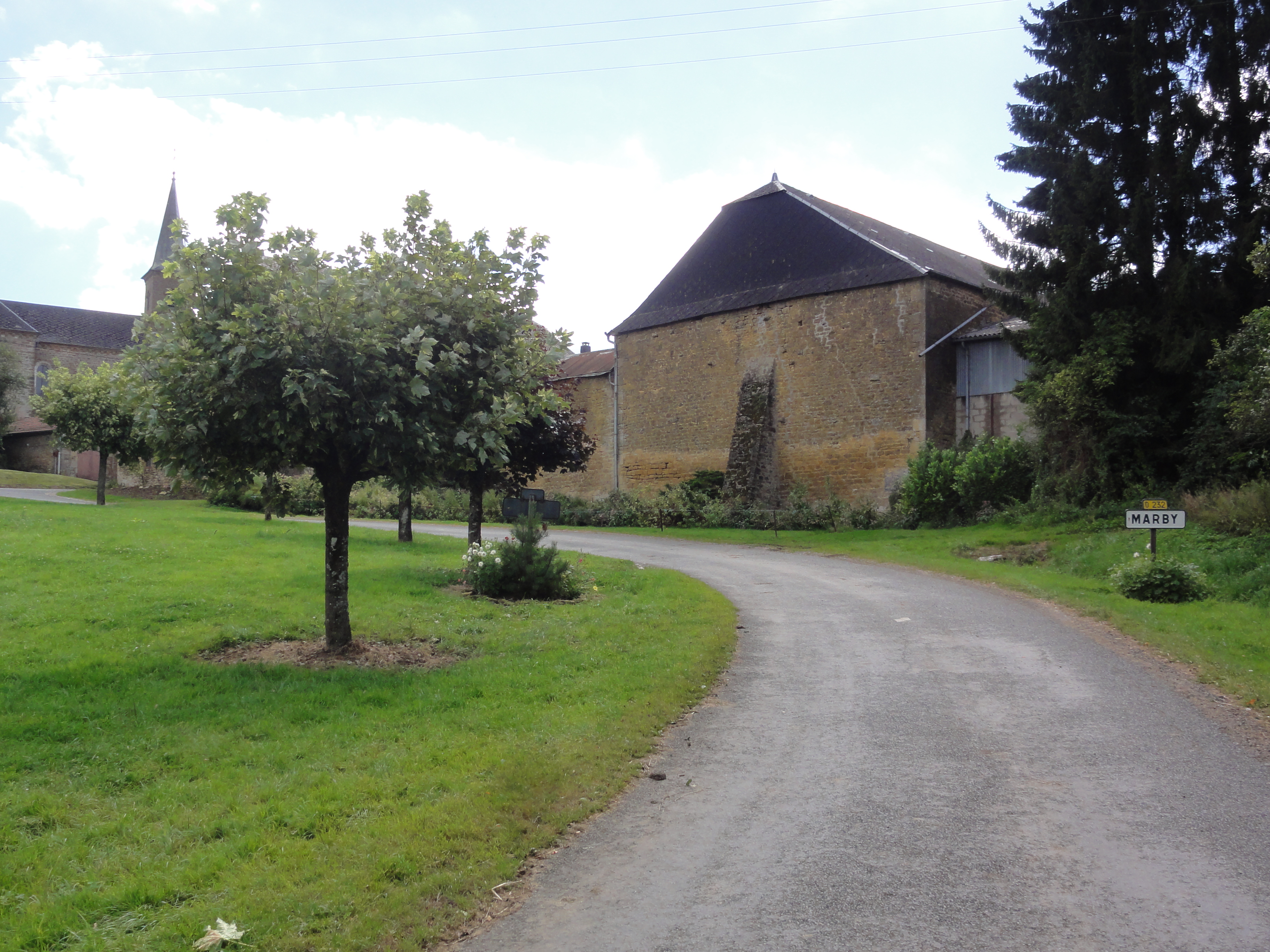
Entree van Marby
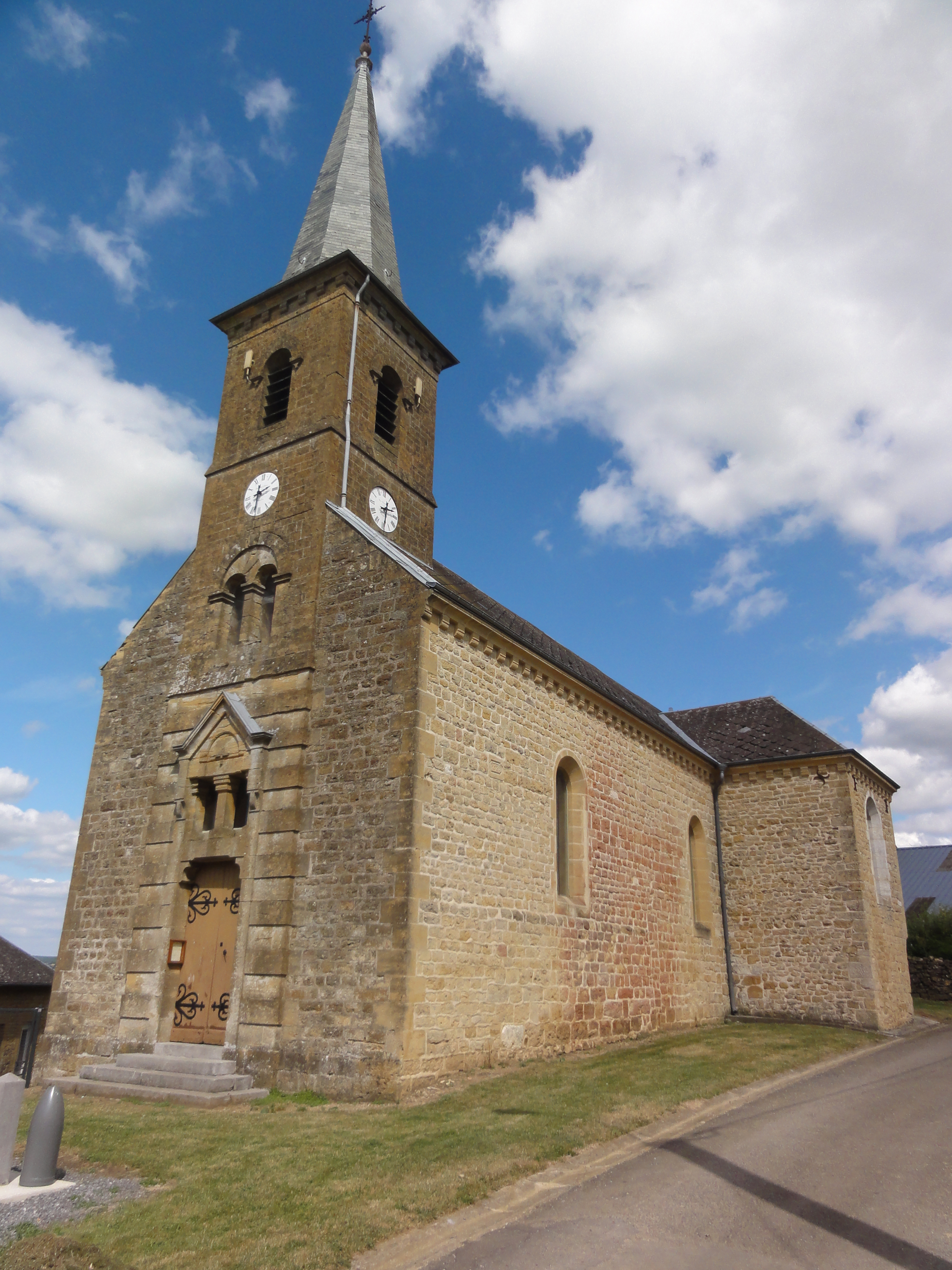
Kerk
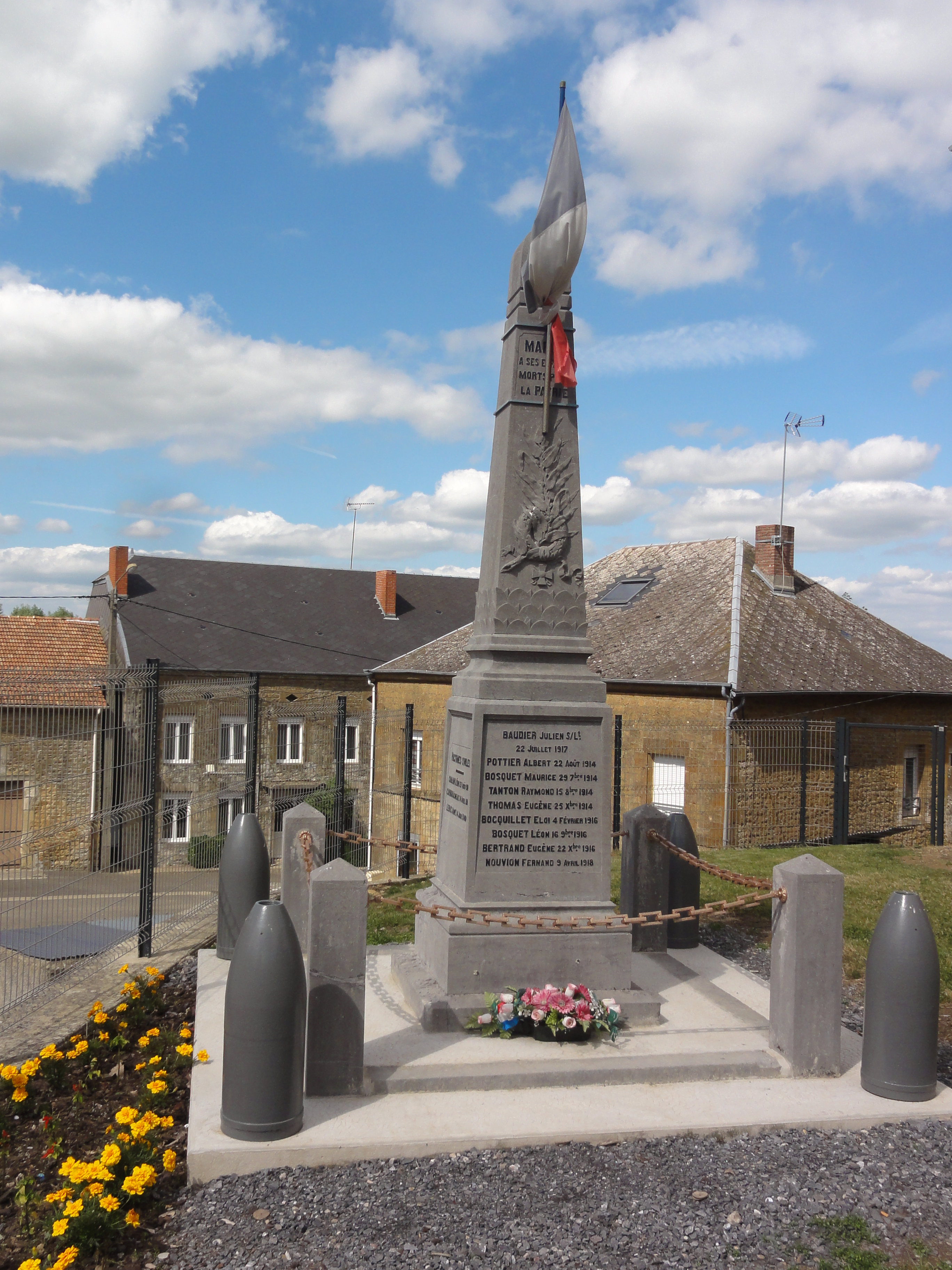
Oorlogsmonument
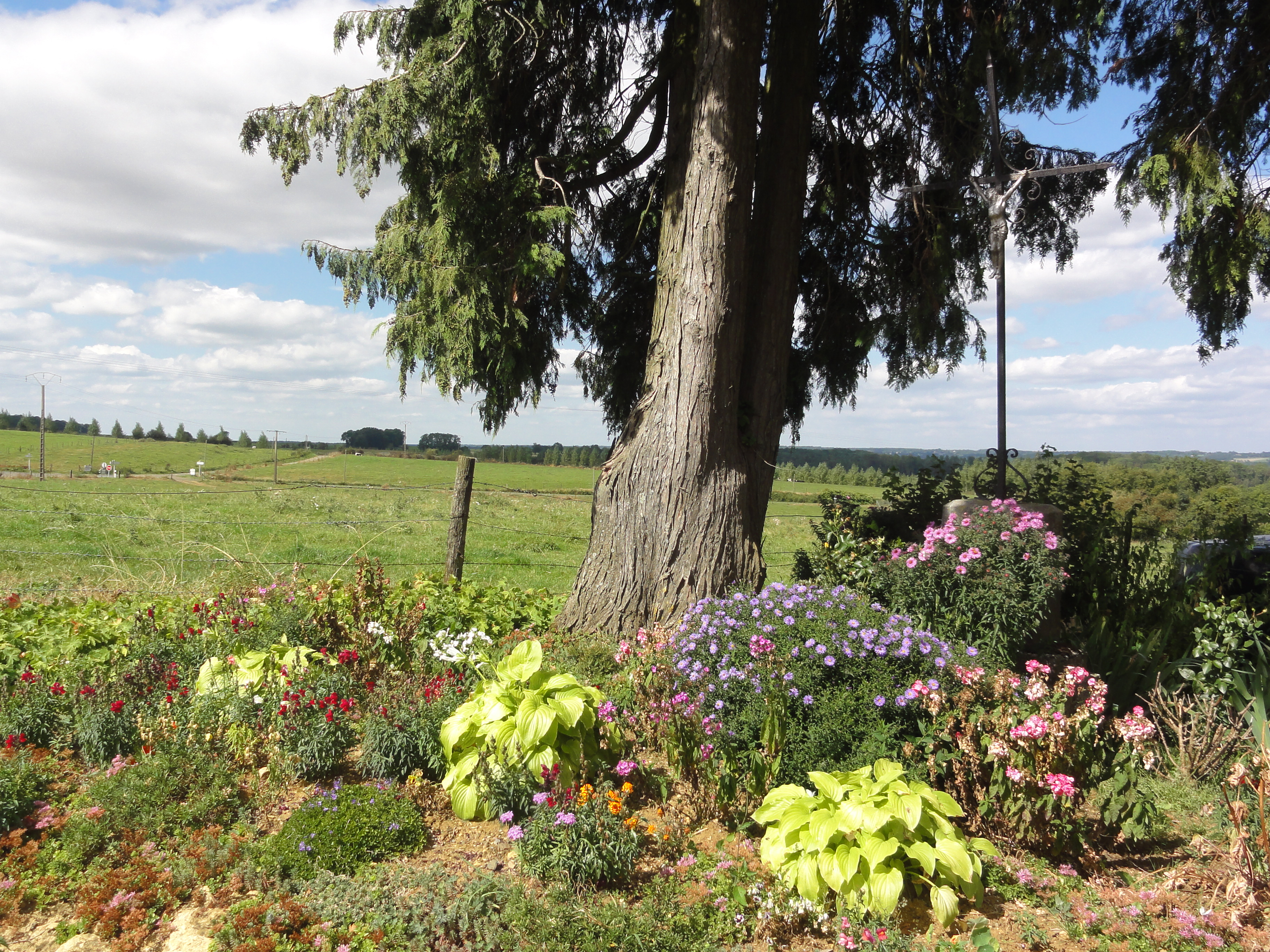
Landschap met wegkruis